# لانگشتدت
لانگشتدت (به آلمانی: Langstedt) یک شهر در آلمان است که در اشلسویگ-فلنسبورگ واقع شده‌است. لانگشتدت  ۱٬۰۳۵ نفر جمعیت دارد.